# 山地元治

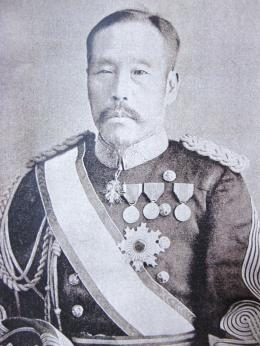
山地元治

山地元治 （1841年9月10日—1897年10月3日）， 幼名忠七，生於高知城下小高坂越前町，土佐藩士、迅衝隊士、日本陸軍軍人，官至陸軍中將、從二位、勳一等、功三級、子爵。1894年中日甲午战争爆发时任第一师团长，率部于辽东半岛花园口登陆，同年11月21日攻陷旅顺，执行旅顺大屠杀。

## 生平
山地元治是土佐藩士山地元恒的長子，出生於高知城下小高坂越前町，幼名忠七。戊辰戰爭時擔任迅衝隊七番隊長、胡蝶隊長，轉戰於日本東北各地。明治元年（1868年）成為大隊長；翌年、因戰功而獲得賞典祿150石。明治14年（1881年）2月，以陸軍少將軍銜而擔任熊本鎮台司令官。之後歷任大阪鎮台司令官、歩兵第2旅團長、熊本鎮台司令官。明治19年（1886年）12月，晉升為陸軍中將。明治20年（1887年）5月，獲得男爵爵位。明治21年（1888年）5月14日，山地元治中將被任命為陸軍第6師團的軍團長，直到明治23年6月7日卸任。明治28年（1895年）8月，晉升為子爵。然而不久，在西部都督任內，在山口縣防府市三田尻離世。

## 軼事
- 在13歲時一隻眼睛失明，而有「獨眼龍將軍」的稱號。
- 在甲午戰爭時攻陷旅順之際，掠奪到兩頭雙峰駱駝作為戰利品，並將其獻給當時的皇太子（後來的大正天皇），那兩頭駱駝被送往上野動物園飼養 [1]

## 家庭
- 长子：山地元彦（陆军大尉）

## 關聯项目
- 戊辰戰爭
- 旅順大屠殺